# 서울화력발전소

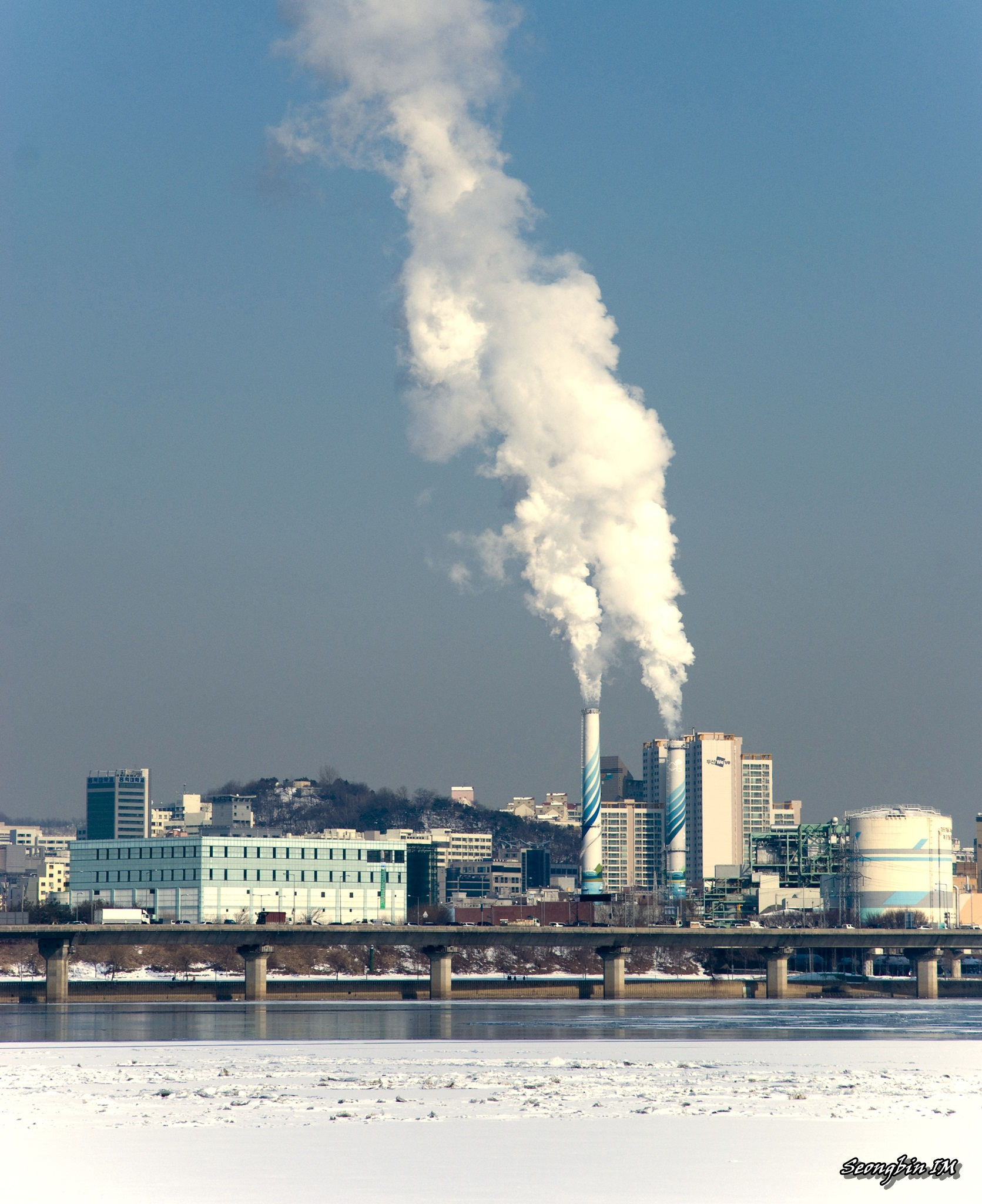
지하화 이전의 모습

서울화력발전소(—火力發電所, Seoul Power Station)는 서울특별시 마포구 당인동에 있는 화력 발전소로, 한국중부발전에서 운영하고 있다. 대한민국 최초의 화력 발전소라는 데에 의의가 있으며, 2013년에는 세계 최초로 지하 공사에 착공하였다. 이 발전소의 무연탄 수송을 위해 당인리선이라는 철도 노선이 생기기도 했으나, 지금은 폐지되었다.
서울화력발전소는 국내에서 가장 오래된 화력발전소로 수도권 전력보급과 근대산업발전에 중추적인 역할을 한 발전소로 보존가치가 있음을 인정받아 2013년 서울 미래유산으로 등재됐다. 2019년 11월 완공되었으나 코로나19로 준공식이 미뤄져 2021년 11월 23일 서울복합발전소 준공식이 개최했다.

## 역사
- 1929년 6월 : 경성전기주식회사에서 착공
- 1930년 11월 : 당인리화력발전소(唐人里火力發電所)로 개업, 1호기(10,000kW 석탄화력) 준공
- 1936년 10월 : 2호기(12,500kW 석탄화력) 준공
- 1956년 3월 15일 : 3호기(25,000kW 석탄화력) 준공
- 1957년 9월 : 조선전업주식회사에서 인수
- 1961년 7월 1일 : 한국전력주식회사에서 인수
- 1969년 4월 : 5호기(250,000kW) 준공
- 1969년 11월 1일 : 서울화력발전소로 명칭 변경
- 1970년 8월 3일 : 1·2호기 폐지
- 1971년 4월 : 4호기(137,500kW) 준공
- 1982년 1월 20일 : 3호기 폐지
- 1987년 10월 : 4·5호기를 열병합 발전방식으로 개조
- 2002년 : 배연탈질설비 준공
- 2004년 : 4·5호기 수명 연장 공사
- 2013년 7월 : 서울복합화력발전소(지하) 1·2호기 착공
- 2015년 12월 31일 : 4호기 폐지
- 2017년 3월 31일 : 5호기 폐지[2]
- 2019년 11월 : 서울복합화력발전소 1·2호기 완공
- 2021년 11월 23일: 서울복합발전소 준공식 개최[3]

## 발전설비 현황[4]
| 발전방식      | 발전원        | 설비용량    | 소계 (MW) |       |
| ------------- | ------------- | ----------- | --------- | ----- |
| 기 력         | LNG           | 400MW × 2기 | 800       |       |
| 신재생에너지  | 태양광        | 1.3MW       | 1.3       |       |
| 신재생에너지  | 연료전지      | 5.6MW       | 5.6       |       |
| 설비용량 총계 | 설비용량 총계 | 806.9       | 806.9     | 806.9 |

## 증설계획
2013년 현 부지 지하에 LNG 복합화력 방식의 새로운 1,2호기(400MW × 2기)가 착공되었으며, 2019년 11월 완공 및 상업발전을 재개되었다.